# Symfonie nr. 5 (Prokofjev)
Symfonie nr. 5 in Bes, opus 100, is na De Klassieke, Prokofjevs eerste symfonie, zijn meest bekende. Prokofjev schreef dit werk 14 jaar na zijn vorige symfonie (opus 47); de Tweede Wereldoorlog was nog aan de gang en het wordt daarom ook wel zijn "oorlogssymfonie" genoemd. Deze compositie is Prokofjev ten voeten uit, met name in het tweede deel, het Allegro marcato: sarcastisch, bijtend doordringend. Het Adagio is een lange, hartverscheurende klacht; de finale is uiterst levendig: het is moeilijk vast te stellen welke mate van ironie hierin besloten ligt.
Prokofjev zelf zei over dit werk: "Deze symfonie drukt de grootheid van de menselijke geest uit, een eerbetoon, en is het einde van een creatieve periode".
De eerste uitvoering vond plaats in Moskou op 13 januari 1945. Prokofjev dirigeerde het concert zelf.
Het werk bestaat uit vier delen en duurt ca 45 minuten:
1. Andante (in Bes)
2. Allegro marcato (in d mineur)
3. Adagio (in F majeur)
4. Allegro giocoso (in Bes)

## Geselecteerde opnamen
- Herbert von Karajan met het Berliner Philharmoniker (Deutsche Grammophon)
- Sergiu Celibidache met het Münchner Philharmoniker (EMI)
- Ernest Ansermet met het Orchestre de la Suisse Romande (Decca Records)